# ALICESOFT
ALICESOFT（アリスソフト）是隸屬於冠軍軟體公司（Champion Soft）的成人遊戲品牌，於1989年成立。

## 公司發展
- 1983年1月冠軍軟體成立於奈良縣橿原市。
- 1989年4月成立成人遊戲品牌ALICESOFT。
- 1989年7月發行處女作Intruder、與Rance。
- 1990年10月成立玩家俱樂部。
- 1995年4月總部搬移至大阪市北區天滿3丁目12番3號「Hani Building」（ハニービル）。
- 2003年4月15日－發表「自由散佈宣言」（配布フリー宣言）。
- 2006年春於東京設置分公司。
- 2014年7月關閉東京分公司。[1]
- 2020年ALICESOFT成立新品牌IMYUIC。[2]

## 概述
冠軍軟體在成立初期主要制作於PC-88和PC-98平台上的遊戲。隨著年號由昭和變更為平成，冠軍軟體於1989年成立ALICESOFT，並發行了Intruder、與Rance兩款遊戲。之後，冠軍軟體開始著手製作硬碟遊戲，並將平台轉向Microsoft Windows發展。在1990年代曾與élf齊名，並稱為「東有élf，西有Alice」。
ALICESOFT至今（2008年）為止每年都有發行至少一部的作品。而在競爭激烈且盛衰無常的成人遊戲業界中，ALICESOFT是少數自1980年代成立至今仍舊繼續營運的廠牌之一。
公司的吉祥物是愛麗絲（Alice），造型參考了「愛麗絲夢遊仙境」的主角·愛麗絲。
ALICESOFT於2004年7月16日設立副牌Alice Blue，專門發行BL遊戲，但現在呈現活動休止狀態。

## 公司特徵

### 遊戲系統
ALICESOFT本身利用中間語言自行撰寫了一套公司專屬的遊戲系統程式。

### 公司風格
不同於多數的成人遊戲廠牌主要發行戀愛遊戲，ALICESOFT的遊戲類型較為多元，包括了角色扮演遊戲、戰略遊戲與冒險遊戲。此外，除了成人遊戲，ALICESOFT也有發行普遍級的作品。
由於公司的經營方針為「以長期的觀點做考量，合理並踏實的經營」與「將成人遊戲視為一件嚴肅的事情，並以製作成人遊戲為榮」，ALICESOFT所發行的大多數遊戲即使將成人要素剔除，其遊戲性仍舊不減，不過同時也會使得劇情或設定會無法正常進行，因此ALICESOFT所發行的遊戲中，鮮有改為一般向並移植到家用遊戲主機上的作品，例如《Only You -リ・クルス-》（PS2）與《鬥神都市》（3DS）。也因為如此的經營方針，該公司發售至今的遊戲改編動畫只有15禁OVA或是成人動畫作品，並無改編成電視動畫作品。
基於長期的觀點之考量，公司注重與玩家之間的信任關係，並會發行低價格的遊戲或是將既有的遊戲發行廉價版，以及將附屬在產品內的促銷附件於官網上開放下載（如作為促銷的遊戲）。除此之外，ALICESOFT更提出了「自由散佈宣言」（詳細後述）。

## 自由散佈宣言
所謂的「自由散佈」，指的是ALICESOFT認可玩家以任何方式散佈該公司產品之行為，包括直接上傳至網際網路供人下載，或是透過P2P軟體分享等行為。改造舊平台的遊戲以適應較新的作業系統或是將之變更為遊戲模擬器的操作介面是被允許的，其他的改造則是被禁止的。此外ALICESOFT並沒有放棄這些作品的著作權，也無提供任何售後支援（如修正檔）。
ALICESOFT於2003年提出自由散佈宣言，至今已經包括了28款遊戲以及近年產品的宣傳影片。這些遊戲包括了難以入手的舊遊戲（含1980年代至1990年代初期所發行之遊戲，通常這些遊戲的開發成本皆已收回）。如此的做法對於新產品的促銷也有助益效用（如Rance與鬪神都市兩系列的作品）。

## 作品列表
除了Rance系列與部分作品如闘神都市採用了魯德拉薩姆（ルドラサウム）世界觀之外，大多數的作品都具有各自的獨特世界觀，虽然也会共享一些元素，如哈尼及喀拉。
以下是以ALICESOFT名義所發行的作品，註記*號表示可以自由散佈的作品。

### 系列作品
| - 蘭斯系列 - 1989年8月15日 Rance -尋找小光- * - 1990年5月15日 Rance Ⅱ -反逆的少女們- * - 1991年11月15日 Rance Ⅲ -里薩斯陷落- * - 1993年12月11日 Rance IV -教團的遺產- * - 1995年12月1日 Rance 4.1 -拯救藥廠吧- * - 1995年12月8日 Rance 4.2 -天使組- * - 1996年12月19日 鬼畜王 Rance（1996）* - 2002年10月25日 Rance 5D -孤單的女孩子- - 2004年8月27日 Rance VI -傑斯崩壞- - 2006年12月15日 戰國蘭斯 - 2011年8月26日 Rance Quest - 2012年2月24日 Rance Quest Magnum - 2009年12月18日 Rance 02 -反逆的少女們- （重製版，收錄於《愛麗絲2010》） - 2013年9月27日 Rance 01 -尋找小光- （重製版） - 2014年4月25日 Rance IX -黑爾曼革命- - 2015年8月28日 Rance 03 -里薩斯陷落- （重製版） - 2018年2月23日 Rance X -決戰- - D.P.S.系列 - D.P.S.* - D.P.S. SG * - D.P.S. SG set2 * - D.P.S. SG set3 * - Super D.P.S. * - 1995年11月10日 D.P.S. 全部 * - 闘神都市系列 - 1990年12月15日 闘神都市 * - 1994年12月10日 闘神都市2 * - 1995年12月8日 （普） - 2008年11月28日 闘神都市III - ALICE之館系列 - ALICE之館 - ALICE之館2 - ALICE之館 CD - ALICE之館2 CD - 1995年4月7日 ALICE之館3 * - 1997年12月19日 ALICE之館4・5・6 - 2000年12月7日 20世紀愛麗絲 - 2004年12月17日 ALICE之館7 - 2009年12月18日 愛麗絲2010 - AmbivalenZ系列 - 1994年4月28日 AmbivalenZ -二律背反- * - 2008年9月26日 AliveZ | - 系列 - 1997年8月29日 - 2003年2月7日 - Prostudent系列 - 1993年5月15日 Prostudent G * - 1999年1月14日 Prostudent★Good - Pastel Chime系列 - 1998年11月26日 Pastel Chime -提升戀愛的技巧- - 2005年6月17日 粉紅鐘聲Continue - 2005年12月9日 Pas-Cha C++ - 2013年2月2日 Pastel Chime 3: Bind Seeker - DALK系列 - 1992年12月15日 DALK * - 2002年9月27日 DALK外傳 - 系列 - 2000年1月1日 * - 妻系列 - 2002年3月15日 - 2003年3月28日 - 2006年8月4日 - 2016年1月29日 - 2016年6月24日 - DUNGEONS&DOLLS系列 - 2004年12月17日 DUNGEONS&DOLLS - DUNGEONS&DOLLS.NET - Only you系列 - 1996年1月1日 Only You -世紀末的茱麗葉們-（玩家俱樂部會員限定） - 2001年7月26日 - 超昂系列 - 2002年8月2日 超昂天使Escalayer - 2008年2月29日 超昂閃忍遙 - 2014年7月25日 超昂天使 Escalayer R - 2017年7月28日 超昂神騎愛克希爾 - 2020年11月25日 超昂大战Escalation Heroines - 地域制壓型戰略遊戲《「大」系列》 - 2001年11月30日 大惡司 - 2003年12月19日 大番長 - 2011年4月28日 大帝国 - Evenicle系列 - 2015年4月24日 - 2019年2月22日 |

### 獨立作品
- 1989年7月1日  *
- 1989年8月1日  *
- 1989年10月1日 危險天狗伝説 *
- 1992年4月15日 Dr.STOP! *
- 1993年9月15日  *
- 1994年8月10日  *
- 1995年7月7日 夢幻泡影 *
- 1997年4月25日
- 1997年10月30日 （普）
- 1997年12月19日 零式
- 1997年12月19日
- 1997年12月19日 Atlach-Nacha
- 1998年4月2日 王道勇者
- 1998年5月28日 DiaboLiQuE
- 1999年3月25日
- 1999年7月1日
- 1999年9月30日 HUSHABY BABY（玩家俱樂部會員限定）
- 1999年11月18日 DARCROWS
- 2000年4月13日 PERSIOM -約定所聚集的場所-
- 2000年7月6日 SeeIn青 -シーンAO-
- 2000年4月19日
- 2003年6月27日
- 2003年8月29日 Night Demon -夢鬼-
- 2004年4月16日 魔女的贖罪
- 2004年8月27日 （普）
- 2004年12月17日
- 2004年12月17日 鈴宮刑務娼館
- 2005年12月9日 GALZOO島
- 2006年4月21日
- 2007年6月29日
- 2007年10月5日
- 2008年10月12日
- 2009年2月27日 Vanish! -乳房消失的王國-
- 2009年8月8日
- 2009年9月18日
- 2010年11月26日
- 2012年9月28日 母娘乱館
- 2013年6月28日
- 2014年10月24日
- 2017年1月27日 Heartful媽媽
- 2019年4月26日 母爛漫
- 2020年11月27日 多娜多娜 一起幹壞事吧
- 2022年5月27日 太太的恢复术 纯爱篇+夺爱篇

## 外部連結
- ALICESOFT官方網站（页面存档备份，存于）（日語）
- ALICESOFT的X（前Twitter）（日語）
- YouTube上的ALICESOFT（日語）
- Alice Soft Archives（页面存档备份，存于）（日語）
- The AliceSoftWiki（英文）